# Nedeljko Vukoje
Nedeljko Vukoje (Rijeka, 9. rujna 1943.) bio je hrvatski nogometaš. Igrao je na mjestu napadača.

## Igračka karijera
Nakon početaka u NK Opatiji, većinu klupske karijere Vukoje je proveo u rodnoj Rijeci gdje je u ligaškim natjecanjima skupio 143 nastupa i postigao 32 pogotka. S Rijekom je bio prvak Druge jugoslavenske lige 1969./70., ali u razigravanju za plasman u Prvu saveznu ligu bolji je bio drugoplasirani Borac iz Banja Luke. Bio je najbolji strijelac Rijeke u sezoni 1965./66. Zadnju sezonu karijere proveo je u njemačkom Freiburgeru 1971./72.
Za reprezentaciju je odigrao jednu utakmicu 1. lipnja 1966. protiv Bugarske.
Zanimljivost vezana za njega je da je ostao zabilježen kao strijelac prvog pogotka na novootvorenom beogradskom stadionu Marakana, na prvoj službenoj utakmici odigranoj na ovom stadionu 1. rujna 1963. godine. Rijeka je u toj utakmici izgubila od domaćina Crvene zvezde 2:1, a Vukoje je postogao vodeći gol za Rijeku, nakon čega je Zvezda preokrenula rezultat pogocima Dušana Maravića i Zorana Prljinčevića.

## Uspjesi
- Rijeka:

- Prvak Druge jugoslavenske lige - 1969./70.